# Iskhak Razzakovitx Razzakov
Iskhak Razzakovitx Razzakov (kirguís: Исхак Раззакович Раззаков)  (óblast de Fergana, 25 d'octubre de 1910 - Moscou, 19 de març de 1979) va ser el primer secretari del Partit Comunista de Kirguízia del 7 de juliol de 1950 al 9 de maig de 1961. Fou el primer ètnicament kirguís que va assumir aquest càrrec. Considerat un heroi nacional al Kirguizstan, actualment, la seva figura és utilitzada pel nacionalisme kirguís.